# الفروسية في دورة الألعاب العربية 1997
دورة الألعاب العربية الثامنة حدثت وقائعها في العاصمة اللبنانية بيروت سنة 1997 وذلك للفترة من 12 يوليو ولغاية 27 يوليو. 

## النتائج الكاملة
| Event           | ذهبية                   | فضية            | برونزية           |
| --------------- | ----------------------- | --------------- | ----------------- |
| كأس الأمم للفرق | (لبنان)                 | (السعودية)      | (ليبيا)           |
| فئة الفردي      | رمزي الدهامي (السعودية) | أدهم حماد (مصر) | كريم فارس (لبنان) |